# Prix Alfred-Bader
Pour les articles homonymes, voir Bader.
 (janvier 2021).
Le Prix Alfred-Bader est remis annuellement par la Société canadienne de chimie. 
Il est remis pour des recherches exceptionnelles en chimie organique.

## Lauréats
- 1988 - Stephen Hanessian
- 1989 - K.U. Ingold
- 1990 - H. Alper
- 1991 - Pierre Deslongchamps
- 1992 - Bryan Jones
- 1993 - V. Snieckus
- 1994 - E. Piers
- 1995 - D. Arnold
- 1996 - R. Kluger
- 1997 - R. McClelland
- 1998 - A.G. Fallis
- 1999 - C. Leznoff
- 2000 - J. Scheffer
- 2001 - James  Wuest
- 2002 - Derrick Clive
- 2003 - Peter Guthrie
- 2004 - Stanley Brown
- 2005 - John Vederas
- 2006 - Mark Lautens
- 2007 - pas de prix
- 2008 - Thomas G. Back
- 2009 - André Charette